# Pédantix
 (août 2024).
Si vous disposez d'ouvrages ou d'articles de référence ou si vous connaissez des sites web de qualité traitant du thème abordé ici, merci de compléter l'article en donnant les références utiles à sa vérifiabilité et en les liant à la section « Notes et références ».
Pédantix est un jeu de connaissances en ligne, gratuit, français. Développé en 2022, ce jeu propose de faire deviner chaque jour un article de l'encyclopédie Wikipédia en dévoilant les mots qui composent son résumé introductif par essais successifs. Chaque jour, il y a un nouvel article à trouver (nom commun, personnalité, concept, événement historique, etc.) : le joueur doit proposer des mots afin de reconstituer l'article jusqu'à trouver son titre. 
De la même manière que son ancêtre Cémantix, le jeu repose sur un algorithme qui calcule une note de proximité entre les mots. Cet algorithme a été entrainé par Jean-Philippe Fauconnier, docteur en informatique, spécialisé en traitement automatique des langues, notamment sur les grands modèles de langage.
Pédantix rencontre un succès croissant depuis sa création pour atteindre plus de 15 000 joueurs quotidiens en septembre 2023.
Une version en anglais existe également depuis 2022 sous le nom de pedantle.

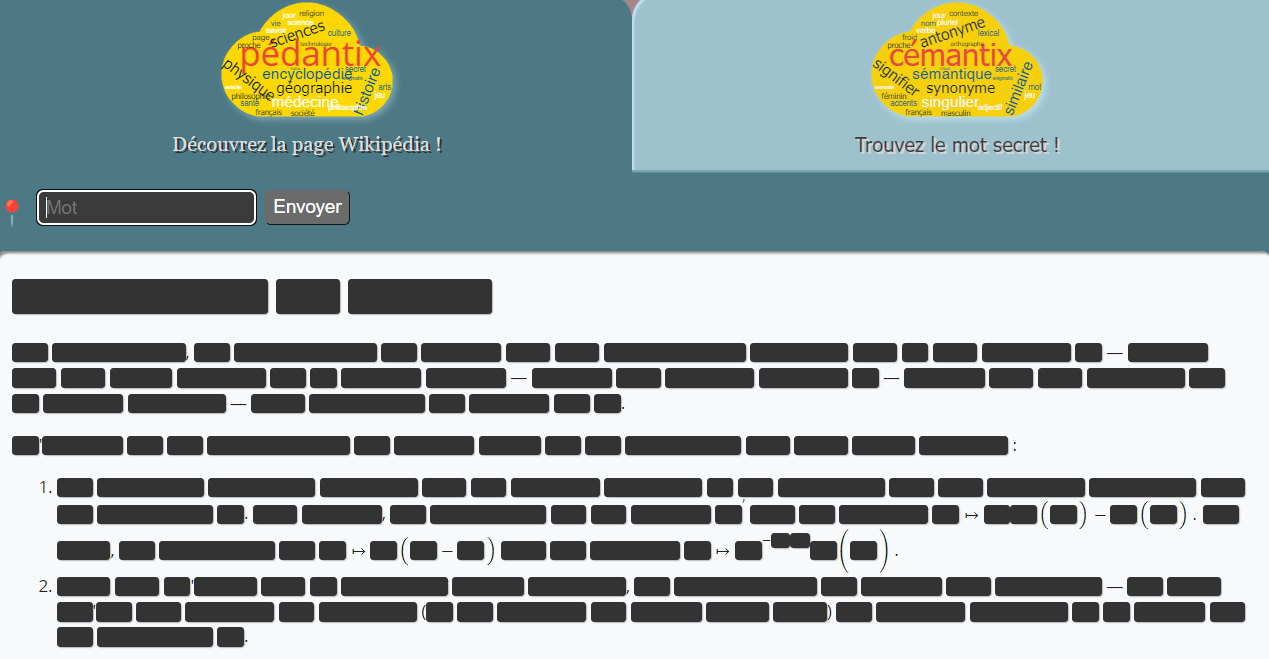
Début de partie : tous les mots sont cachés.

## Description et fonctionnement
Le but de Pédantix est de découvrir le titre d'une page Wikipédia en proposant des mots qui permettent de révéler progressivement le contenu de son introduction.
En début de partie, les caractères composant le titre de l'article et son introduction sont cachés. Seuls les espaces, le nombre de caractères formant chaque mot, la mise en page, la ponctuation et certains caractères spéciaux sont visibles. Le joueur est invité à proposer différents mots afin de dévoiler progressivement le contenu :
- lorsqu'une proposition correspond à un mot présent dans le titre ou l'introduction de l'article (avec ses déclinaisons : masculin/féminin, pluriel, forme conjuguée…), ce mot est révélé et apparaît sous sa forme originale ;
- lorsqu'un mot proposé est "proche" d'un mot du texte, ce dernier reste caché, mais le lien entre les deux termes est signalé par un jeu de couleur indiquant leur proximité linguistique.

La partie est terminée lorsque tous les mots du titre de l'article sont trouvés par le joueur.

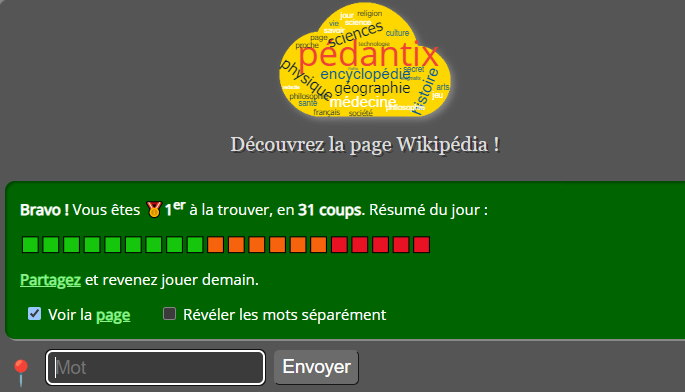
Lorsqu'un joueur est le premier à trouver l'article du jour.

Au terme de la partie, un classement est donné au joueur indiquant sa place dans la liste des joueurs ayant trouvé la page du jour, indépendamment du nombre d'essais. Aucune inscription n'étant requise pour jouer à Pédantix, les parties sont anonymes et aucune information concernant les autres joueurs n'est accessible (temps, nombre d'essais, classement).
Le nombre total de mots proposés par le joueur est comptabilisé, mais il n'influe pas sur le classement final qui ne tient compte que de l'heure exacte de la résolution. Chaque nouvelle partie commence à 12 h (heure française).
Il est aussi possible de jouer à plusieurs en se partageant un code, ainsi tous les membres de l'équipe voient les mots trouvés par les autres.

## Word2vec
L'algorithme Word2vec qui est utilisé pour déterminer la proximité des mots entre eux ne prend pas directement en compte des considérations sémantiques, mais la probabilité que les deux mots soient proches entre eux ou d'un autre même mot dans une phrase. Word2vec est un modèle de plongement lexical, proche des modèles transformeurs (GPT, BERT) utilisés dans les grands modèles de langage, mais plus archaïque : là où un transformeur est capable de faire la différence entre les utilisations d'un même mot dans des contextes variés, Word3vec possède un unique vecteur pour chaque mot, indépendamment du contexte, ce qui peut rendre parfois ambiguës ou trompeuses les informations affichées par Pédantix.